# 瑞浪市立瑞浪南中学校
瑞浪市立瑞浪南中学校（みずなみしりつ みずなみみなみちゅうがっこう）は、岐阜県瑞浪市稲津町にある公立中学校。

## 概要
- 瑞浪市南部（稲津地区・陶地区）が校区であり、稲津小学校と陶小学校の児童が進学する。
- 校舎は旧・稲津中学校の校舎（1997年完成）を使用している。

## 沿革
瑞浪南中学校は、2016年に稲津中学校と陶中学校を統合し、新設された中学校である。
- 2011年（平成23年）3月 - 瑞浪市立中学校統合再編基本方針」が策定され、瑞浪市南部の稲津中学校と陶中学校の統合が提案される。
- 2012年（平成24年）6月 - 瑞浪市南部地域中学校統合準備委員会が開催される。
- 2013年（平成25年）2月 - 新校名が瑞浪南中学校に決まる。
- 2016年（平成28年）
  - 4月1日 - 瑞浪市立瑞浪南中学校として開校。
  - 4月7日 - 開校式を行う。